# SL銀河
SL銀河（SLぎんが）は、かつて東日本旅客鉄道（JR東日本）が花巻駅 - 釜石駅間を釜石線経由で運行していた、蒸気機関車（SL）牽引による臨時快速列車（観光列車）である。東日本大震災（2011年（平成23年）3月11日）からの復興を支援するため、岩手県盛岡市の公園で静態保存されていたC58形蒸気機関車239号機（C58 239）を修復して走らせた。内装などは、岩手県出身の作家宮沢賢治の小説『銀河鉄道の夜』をモチーフとしていた。
本項では、「SL銀河」以外の釜石線におけるSL列車運行実績についても解説する。

## 概要
震災による津波や福島第一原子力発電所事故で大きな打撃を受けた東北地方へ観光客を呼び戻し、地域活性化につなげるため、岩手県営運動公園内の交通公園で展示されていたC58 239を動態復元させ、釜石線を走行させるプロジェクトとして始まった。2014年（平成26年）4月12日に運行を開始した。
今回の復活に際して、計画を立ち上げた東日本旅客鉄道盛岡支社では、「SLえほん制作プロジェクト」と題して、子供たちやその保護者とともに、蒸気機関車 (SL) への夢と希望を描いた作品を募集し、「SLぎんがくんのいちにち」が完成した。また、本列車の運行開始に合わせて、2014年（平成26年）4月からSLにちなんだ駅弁4種類が新たに発売された。
運行開始に先立ち、2014年（平成26年）3月7 - 8日にフジテレビの企画で本列車の車両を用いた団体臨時列車（団体列車）「みちのくSLギャラクシー」が釜石線釜石駅から東北本線経由で東京の上野駅まで運行された。
さらに2015年（平成27年）8月6日に、フル編成仕様でプラレール化された。
客車の老朽化に伴い、2023年（令和5年）6月11日の団体臨時列車を最後に運行を終了した。同年12月23日に運行を開始した臨時快速「ひなび釜石」（HB-E300系気動車を使用）は、本列車の後継に位置付けられている。

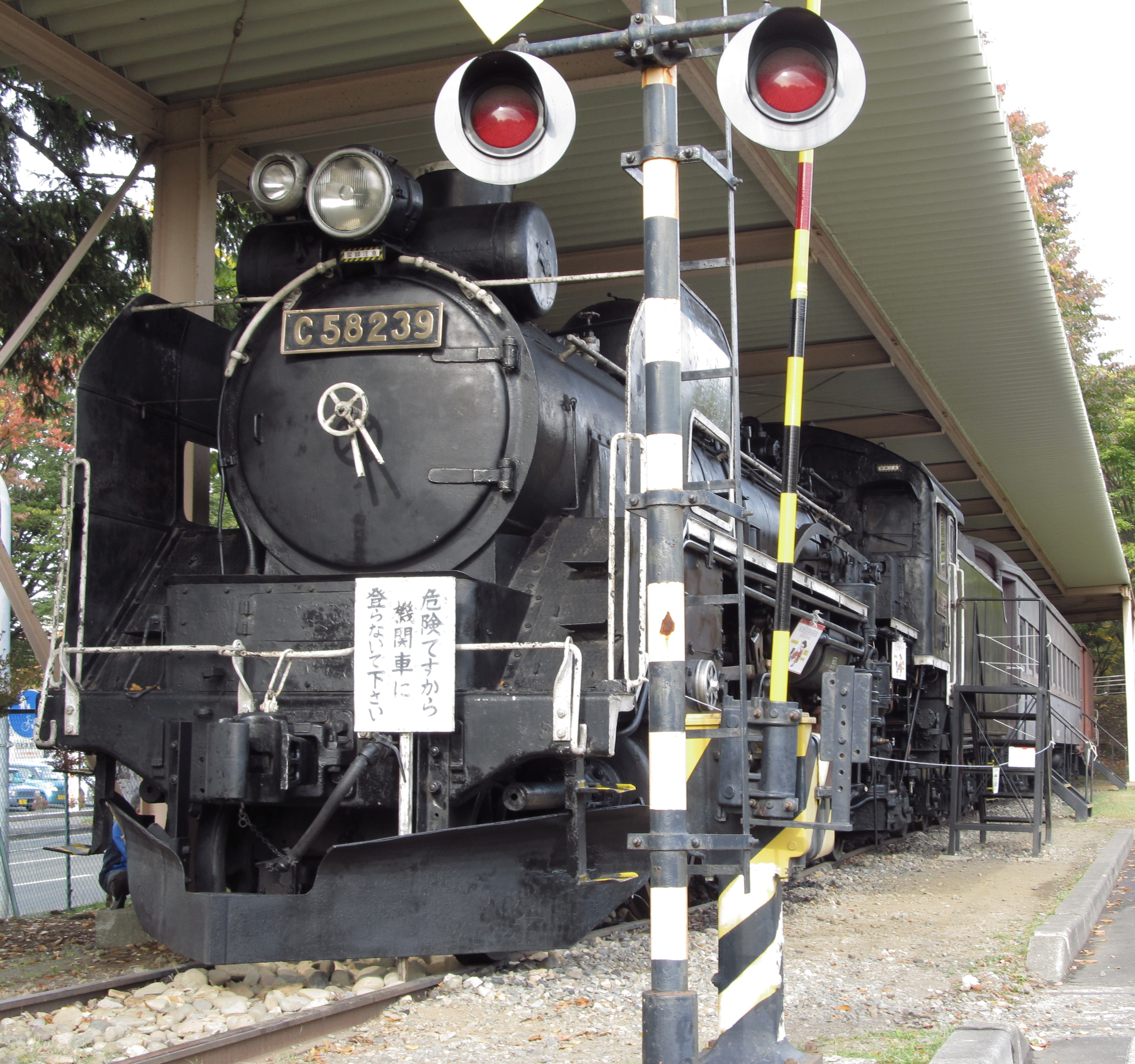
岩手県立運動公園に静態保存されていた頃のC58 239

## 誕生までの経緯
そもそもの発端は、1989年（平成元年）から運行されている「SL銀河ドリーム号」（エスエルぎんがドリームごう、1995年〈平成7年〉にこの名称に変更）である。釜石線は宮沢賢治の童話『銀河鉄道の夜』の舞台となり、それにちなんで「銀河ドリームライン」と名付けられたことから、蒸気機関車牽引列車（SL列車）による運行が開始された。当初は「ロマン銀河鉄道SL」（ロマンてつどうぎんがエスエル）という名前で登場し、青森運転所（1998年〈平成10年〉度まで）や高崎車両センター（1999年〈平成11年〉以降）から借り受けた12系客車と高崎車両センターの旧国鉄D51形蒸気機関車498号機（D51 498）を使用して、年に数日程度運行された。釜石線の名所となっている宮守川橋梁（通称「めがね橋」）などでは多数の鉄道写真家やファン、家族連れで賑わった。
上りの陸中大橋駅から足ケ瀬駅までの仙人峠越えは、長いトンネルがいくつもあって機関士が煙で窒息する恐れがあり、かつD51 498単独では力不足という理由で、2両のDE10形ディーゼル機関車を前補機として連結して運行された。
ただし、運行を重ねていくごとにファンや観光客のマナー悪化が目立ち始め、沿線から苦情が多発したため、2001年（平成13年）の運行をもって連続運行が終了し、2004年（平成16年）の臨時運行以来、運行されなくなった。2001年〈平成13年〉までは急行、2004年〈平成16年〉は快速扱いだった。
それから8年後の2012年（平成24年）に、岩手デスティネーションキャンペーンの目玉イベントおよび前年に発生した東日本大震災からの復興をめざして、特別に運行されている。盛岡支社はこの運行の際に、沿線に対する想像以上の経済効果が得られたことに加え、地域住民の笑顔や震災からの復興に取り組む姿に感銘を受けたことがきっかけとなり、同年10月、釜石線でのSL列車の定期運行に踏み切った。
2013年（平成25年）11月6日に列車名を「SL銀河」と決定したことが発表された。

## 運行概況
運行区間は釜石線（花巻駅 - 釜石駅間）で、2日で1往復、すなわち1日のうち、釜石駅か花巻駅のどちらかの方面へ行く運行内容とされている。原則として下り花巻駅発釜石駅行き列車が土曜日、上り釜石駅発花巻駅行き列車が日曜日に運行される。2014年（平成26年）は下り列車と上り列車がそれぞれ40日ずつ、ほぼ毎週運行され、合計年80日程度の運行となっている。2014年（平成26年）度から2020年（令和2年）度の7年間で382本が運行し、約55,000人が乗車している。
機関車、客車とも盛岡車両センターに所属（機関車は盛岡駅南側の盛岡運輸区に隣接する、車両センター管轄のSL検修庫に格納）しており、釜石線起点の花巻駅まで東北本線を回送する。釜石線が花巻駅の北側で分岐している配線事情や、花巻駅構内に転車台がないこともあり、機関車を進行方向とは逆向きの状態で客車最後尾に連結させての走行となる。回送時の制御は客車側の運転台で行う（詳しくは「キハ141系700番台」を参照）。
下り列車は釜石駅到着後、SLを切り離した後に給油を受け、その後は原則としてホームに戻り夜間滞泊する。これは、釜石駅に隣接するホテルフォルクローロ三陸釜石に「SL銀河ルーム」が存在しており、その部屋から滞泊する列車を眺められるようにするため。

### 停車駅
花巻駅 - 新花巻駅 - 土沢駅 - 宮守駅 - 遠野駅 - 上有住駅 - 陸中大橋駅 - 釜石駅
- 遠野駅では給水・灰捨て作業を行うため、1時間以上停車する[13]。
- 時刻表上では通過扱いになっている足ケ瀬駅では、上下列車とも6 - 7分の運転停車を行う。仙人峠越えに伴う車両状態の点検などが目的。
- 2021年（令和3年）初回の運行となる8月21・22日は、駅や鉄道と地域の人々を“結ぶ”架け橋となるよう に願いを込めて「SL銀河東北DC結び号」として運行。8月21日運行分については、下り列車は盛岡駅始発で運行され、普段は回送となる盛岡駅 - 花巻駅間も乗車を行なった[11][14][15]。

## 使用車両

### 機関車

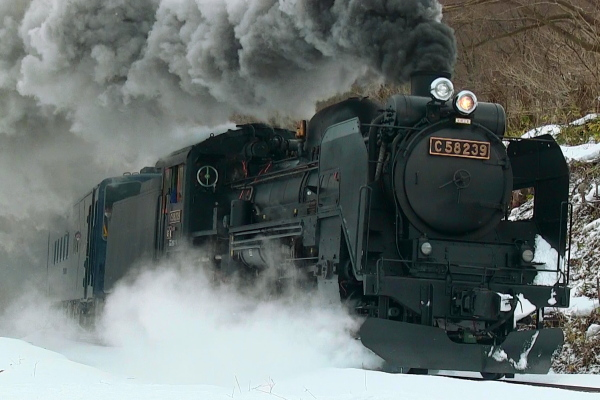
C58 239

盛岡車両センターに所属する蒸気機関車C58 239が牽引した。1940年（昭和15年）に製造され、1972年（昭和47年）にいったん引退し、岩手県営運動公園（盛岡市）内の交通公園で静態保存されていたものを動態復元した。

### 客車

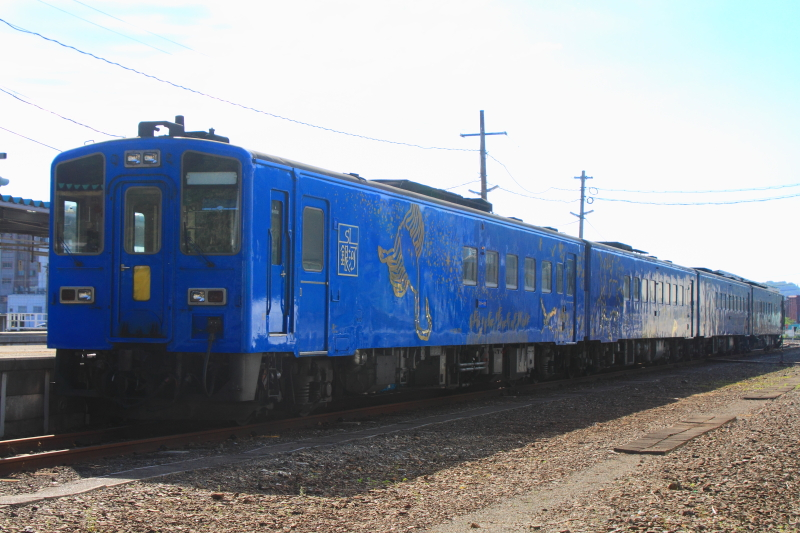
キハ141系700番台「SL銀河」客車

盛岡車両センターに所属するキハ141系気動車（700番台）が使用される。元は北海道旅客鉄道（JR北海道）が50系客車（オハフ51形）を改造して製作した気動車で、札沼線の電化に伴い余剰となった車両をJR東日本が購入し、郡山総合車両センターで再改造したものである。
C58形単機では、釜石線の勾配区間における牽引が困難であることが事前に分かっていたが、補助機関車（補機）を使用しない方針としたことから、動力装置を残したまま使用した。運転台まわりでは保安装置がJR東日本向けに取り替えられ、ATS-Ps形が設置された。また、防護無線装置はデジタル無線を導入した。C58 239牽引時、客車側の運転台ではブレーキ操作の取り扱いは行わないため、抜取の位置にしてブレーキハンドルを取り外した状態にし、客車側の運転士はSL側の機関士との無線連絡を通じてマスター・コントローラーによる動力装置の調整のみの操作（協調運転）を行う。なお、この改造は2014年（平成26年）1月下旬に完了し、同年2月よりC58 239による牽引のほか、単独での試運転も行われている。
編成は指定席車およびオープンスペース車からなる4両編成で、定員は180名。指定席料金は大人840円・子供420円。
内外装デザインは、宮沢賢治の童話『銀河鉄道の夜』と「東北の文化・自然・風景を通してイマジネーションの旅」をコンセプトとしている。デザインプロデュースは奥山清行が代表を務めるKEN OKUYAMA DESIGNが、コンテンツプロデュースは作家・劇作家・演出家であるロジャー・パルバースがそれぞれ担当した。
外装は『銀河鉄道の夜』をイメージしており、4両ごとに半分ずつ、それぞれ異なる濃度の色合いを用いたグラデーションになっている。これは「夜が明け、朝へと変わりゆく空」を表現したものであり、花巻方の1号車の先端が明るい青色で、釜石方に進むにつれて色調が濃くなり、4号車の先端が濃紺色になっている。また、それぞれ星座や動物をシンボル化しているが、シンボル化された星座は真鍮による別貼り式となっており、「SL銀河」のロゴも含めて立体感を演出している。
客室の内装は、宮沢賢治が生きた大正・昭和の世界観をイメージし、ガス灯風ランプやステンドグラス風の飾り照明、岩手県の伝統工芸である南部鉄器風の荷棚を採用した豪勢な仕上がりとなった。星座を意識したパーテーションで仕切りを設け、ブラインドはカーテンに変更されていた。
編成表
|                             | ← 花巻駅釜石駅 →                                                      | |                                                                                             | |
| 号車                        | 1                                                                     | 2 | 3                                                                                           | 4 |
| 車番                        | キハ142-701                                                           | キサハ144-702                                                                                        | キサハ144-701                                                                               | キハ143-701 |
| 種車 カッコ内は50系客車時代 | キハ142-201 (オハフ51 30)                                             | キサハ144-103 (オハフ51 10)                                                                          | キサハ144-101 (オハフ51 7)                                                                  | キハ143-155 (オハフ51 27) |
| 外装シンボル                | さそり座                                                              | いて座                                                                                               | わし座                                                                                      | はくちょう座 |
| 車内設備                    | 指定席 運転台側の半室に、小型プラネタリウムを用いての天体ルームを設置 | 指定席 トイレ設置 車端部はフリースペースで、『銀河鉄道の夜』などに関連する資料を展示するギャラリー。 | 指定席 車端部はフリースペースで、イーハトーブと宮沢賢治に関連する資料を展示するギャラリー。 | 指定席・オープンスペース 車椅子対応のバリアフリートイレ、売店、ラウンジを設置。 車端部はフリースペースで、沿線ゆかりの作品を展示するギャラリー。 |

## 釜石線におけるSL列車運行実績
2012年（平成26年）まではいずれもD51 498牽引、客車は12系客車を使用。
- 1989年（平成元年）7月28 - 30日 - 「ロマン銀河鉄道SL'89」として、花巻駅 - 遠野駅間を運行。復路は逆機牽引。
- 1990年（平成2年）7月27 - 29日 - 「ロマン銀河鉄道SL'90」として、花巻駅 - 釜石駅間を運行。
- 1991年（平成3年）8月2 - 4日 - 「ロマン銀河鉄道SL'91」として、花巻駅 - 釜石駅間を運行[18]。2日1往復。
- 1992年（平成4年）7月30日 - 8月2日 - 「ロマン銀河鉄道SL'92」として、花巻駅 - 釜石駅間を運行。
- 1995年（平成7年）12月23・24日 - 「SL銀河ドリーム号」として、花巻駅 - 釜石駅間を運行。
- 1996年（平成8年）7月26 - 28日 - 「SL銀河ドリーム号」として、花巻駅 - 釜石駅間を運行。
- 1997年（平成9年）8月1 - 3日 - 「SL銀河ドリーム号」として、花巻駅 - 釜石駅間を運行[19]。
- 1998年（平成10年）9月12・13日 - 「SL銀河ドリーム号」として、花巻駅 - 釜石駅間を運行。
- 1999年（平成11年）9月11・12日 - 「SL銀河ドリーム号」として、花巻駅 - 釜石駅間を運行。
- 2000年（平成12年）9月9・10日 - 「SL銀河ドリーム号」として、花巻駅 - 釜石駅間を運行。
- 2001年（平成13年）9月8・9日 - 「SL銀河ドリーム号」として、花巻駅 - 釜石駅間を運行。
- 2004年（平成16年）6月26・27日 - 「SL銀河ドリーム号」として、花巻駅 - 釜石駅間を運行[20]。
- 2012年（平成24年）6月2・3・9・10・16・17日 - 「SL銀河ドリーム号」として、北上駅 - 釜石駅間を運行。2日1往復。
- 2014年（平成26年）
  - 3月7・8日 - フジテレビの企画で、「SL銀河」の車両を用いた団体列車「みちのくSLギャラクシー」が運行される。
1日目は釜石線の釜石駅から花巻駅を経て、東北本線経由で郡山駅まで運行された。牽引は釜石 - 花巻間をC58 239、花巻駅 - 郡山駅間をED75形電気機関車が担当した。
2日目は郡山駅から尾久駅経由で上野駅まで運行された。牽引は郡山駅 - 尾久駅間をEF510形電気機関車、尾久駅 - 上野駅間をD51 498が担当した。
このイベントではChayやももいろクローバーZなど多くのミュージシャンも参加した。
  - 4月12日 - 「SL銀河」の運行を開始。
  - 12月6日 - 「SL銀河ナイトクルーズ」を開催。花巻駅から遠野駅までの片道運行で夜間走行を実施。宮守川橋梁にてライトアップを行い、『銀河鉄道の夜』の世界観の再現に挑んだ。
- 2017年（平成29年）7月16日 - 釜石駅1番線で「『SL銀河』一般公開 in 釜石」として一般公開された。
- 2020年（令和2年）
  - 3月22日 - 東京オリンピック聖火リレーに先立ち、岩手県で行われた「復興の火」巡回展示に伴い、釜石駅 → 花巻駅間で「SL銀河」を使用した聖火の輸送を行う。
  - 4月8日 - 新型コロナウイルスの感染拡大防止のため、同年5月31日まで運休[21]。
  - 6月26日 - 同年7月18日より運行再開を発表。感染防止策のため、プラネタリウムの営業および図書の貸し出しを当面見合わせる[22]。
- 2021年（令和3年）
  - 11月19日 - 客車の老朽化により、2023年春限りでの「SL銀河」の運行終了を発表[6]。
  - 11月20日 - プラネタリウムの営業を再開[23]。
- 2023年（令和5年）
  - 6月3日・6月4日 - 臨時快速列車としての「SL銀河」の運行を終了[24]。
  - 6月10日・6月11日 - 旅行商品「ファイナルツアー」専用の団体専用列車として1往復運転し、この列車をもって運行を終了した[25]。